# Nonominó

Un rompecabezas Sudoku compuesto por nonominós

Un nonominó, o 9-ominó, es un poliominó de orden 9, es decir, un polígono plano formado por 9 cuadrados del mismo tamaño conectados arista con arista. Cuando las rotaciones y los reflejos no se consideran formas distintas, hay 1285 nonominós libres diferentes. Cuando las reflexiones se consideran distintas, hay 2500 nonominós unilaterales. Cuando las rotaciones también se consideran distintas, hay 9910 nonominós fijos.

## Simetría
Los 1285 nonominós libres se pueden clasificar según sus grupos de simetría:
- 1196  nonominós no tienen simetría. El grupo de simetría consiste únicamente en la identidad.

- 38 nonominós tienen un eje de simetría especular alineado con las líneas de la cuadrícula. El grupo de simetría tiene dos elementos, la identidad y la reflexión respecto a una línea paralela a los lados de los cuadrados.

- 26 nonominós tienen un eje de simetría especular a 45° con respecto a las líneas de la cuadrícula. El grupo de simetría tiene dos elementos, la identidad y una reflexión diagonal.

- 19 nonominós tienen simetría puntual, también conocida como simetría rotacional de orden 2. El grupo de simetría tiene dos elementos, la identidad y la rotación de 180°.

- 4 nonominós tienen dos ejes de simetría de reflexión, ambos alineados con las líneas de la cuadrícula. El grupo de simetría tiene cuatro elementos, la identidad, dos reflexiones y la rotación de 180°. Es el grupo diédrico de orden 2, también conocido como el grupo de Klein.

- 2 nonominós tienen cuatro ejes de simetría especular, alineados con las líneas de la cuadrícula y las diagonales, y simetría rotacional de orden 4. Su grupo de simetría, el grupo diédrico de orden 4, tiene ocho elementos.

A diferencia de los octominós, no existen nonominós con simetría rotacional de orden 4 o con dos ejes de simetría de reflexión alineados con las diagonales.

## Empaquetado y mosaico

Los dos nonominós que pueden formar mosaicos en el plano, pero que no pueden formar una celda que satisfaga el criterio de Conway

37 nonominós tienen agujeros.Esto hace que sea trivial demostrar que el conjunto completo de nonominós no se puede empaquetar en un rectángulo, y que no todos los nonominós pueden teselar el plano.
Un nonominó tiene un agujero de dos cuadrados (el segundo más a la derecha en la fila superior) y es el poliominó más pequeño con dicho agujero.
De los 1285 nonominós libres, 960 satisfacen el Criterio de Conway y 88 más pueden formar un parche que satisfaga el criterio. Dos nominós adicionales admiten mosaicos, pero no satisfacen ninguno de los criterios anteriores. Este es el orden más bajo de poliominó para el cual existen tales excepciones.